# Caralluma sudanica
Caralluma sudanica är en oleanderväxtart som beskrevs av Peter Vincent Bruyns. Caralluma sudanica ingår i släktet Caralluma och familjen oleanderväxter. Inga underarter finns listade i Catalogue of Life.